# Amundsen-Eisfall
Der Amundsen-Eisfall ist ein steiler und zerklüfteter Gletscherbruch in der antarktischen Ross Dependency. Im Königin-Maud-Gebirge liegt er als Teil des Axel-Heiberg-Gletschers dort, wo jener vom Polarplateau zwischen dem Mount Fridtjof Nansen und dem Mount Don Pedro Christophersen abfließt.
Die Südgruppe der New Zealand Geological Survey Antarctic Expedition (1961–1962) benannte ihn nach dem norwegischen Polarforscher Roald Amundsen (1872–1928), der den Axel-Heiberg-Gletscher als Aufstiegsroute auf seinem Weg zum geographischen Südpol gewählt hatte.